# Institut de géographie (Paris)
Pour les articles homonymes, voir Institut de géographie (homonymie).
L’Institut de géographie est une institution de recherche scientifique et d’enseignement supérieur qui dépend de l’université française Paris 1 Panthéon-Sorbonne.

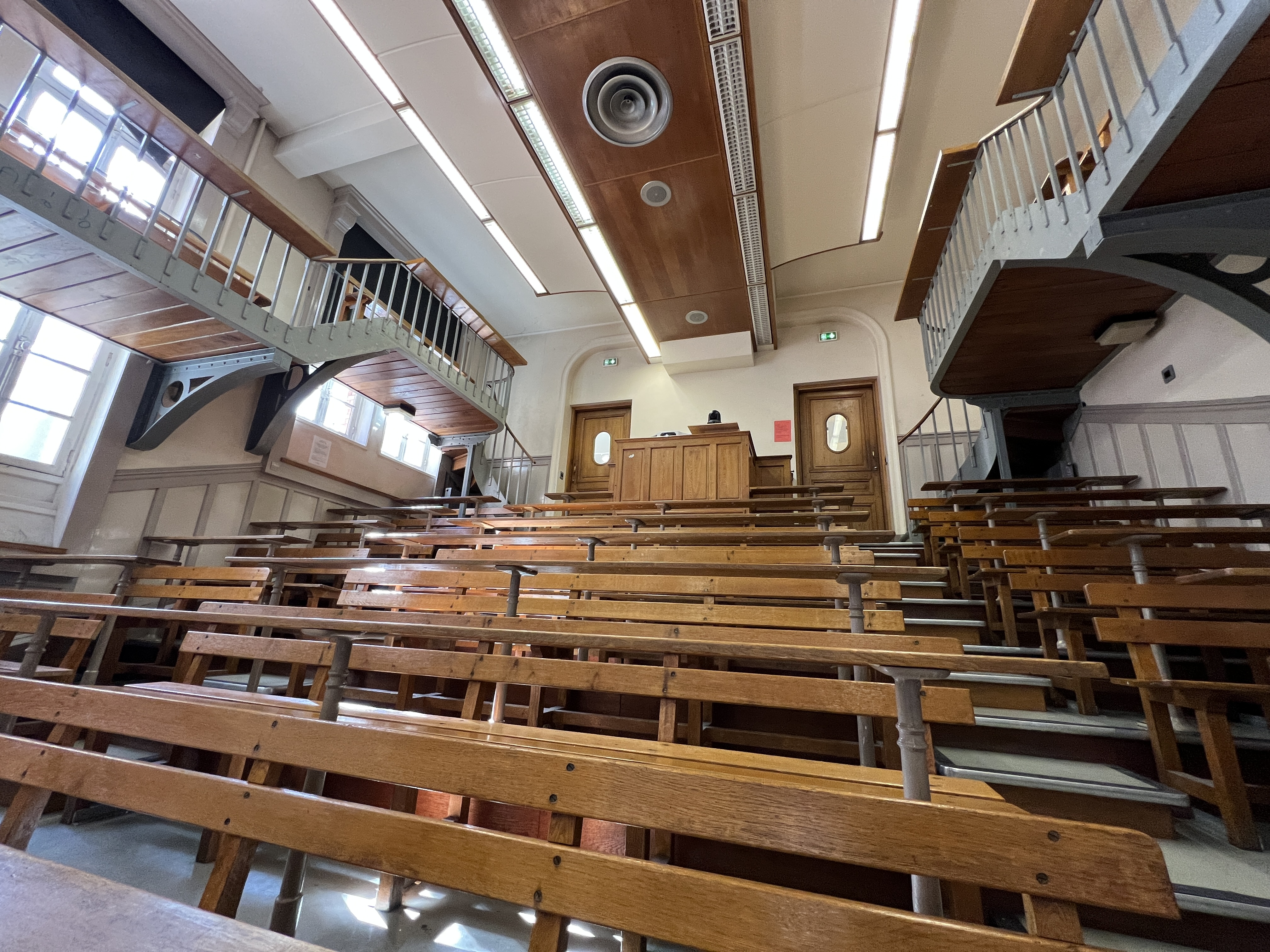
Grand amphi de l'Institut de géographie.

## Histoire
L’Institut de géographie occupe l’emplacement de la chapelle de l’ancien couvent Saint-Jacques, démoli en 1908. Il est commandé en 1914 par Marie-Louise Arconati-Visconti à l’architecte Henri-Paul Nénot et achevé en 1926. Une double-arche le relie à l’Institut océanographique voisin, joignant symboliquement la Terre et les océans.

## Descriptif
L’Institut de géographie fait partie de l’université de Paris lors de sa construction. Après Mai 68 et la démultiplication de l’université par la loi Faure, le site est attribué à l’université Paris 1-Panthéon-Sorbonne. Toutefois, si le bâtiment appartient à cette dernière, les enseignements de géographie des universités Paris 1-Panthéon-Sorbonne, Sorbonne Université, et Paris VII-Paris-Diderot s’y tiennent, d’où une concentration de compétences complémentaires qui favorise l’interdisciplinarité et l’émulation. Le bâtiment comprend des salles de cours, trois amphithéâtres et une bibliothèque rénovée en 1999, qui est un centre d'acquisition et de diffusion de l'information scientifique et technique conservant plus de 100 000 documents (ouvrages, thèses, revues) et une cartothèque de plus de 150 000 feuilles. En comptant les effectifs des trois facultés présentes dans l’institution, plus d’un millier d’utilisateurs (étudiants, enseignants et autres personnels) le fréquentent régulièrement.

## Situation et accès
L’institut est situé au 191 rue Saint-Jacques, sur le « campus Curie », dans le Quartier latin à Paris. Il est desservi par plusieurs lignes d'autobus et par la gare du Luxembourg du RER B.

## Personnalités liées à l'établissement

### Professeurs
- Jean Bastié
- Jacqueline Beaujeu-Garnier
- Michel Carmona
- André Cholley
- Paul Claval
- Béatrice Collignon
- Jean Delvert
- Albert Demangeon
- Lucien Gallois
- Emmanuel de Martonne
- Aimé Perpillou
- Philippe Pinchemel
- Xavier de Planhol
- Roland Pourtier
- Denise Pumain
- Yann Richard
- Thérèse Saint-Julien
- Thierry Sanjuan
- Jacques Soppelsa
- Maximilien Sorre
- Jean-René Vanney

### Étudiants
- Emmanuel Ruben
- Yves Lacoste[4]

### Personnage dans la littérature
Professeur Lorgnon.